# فرناندو جوليان فريري
فرناندو جوليان فريري (بالإسبانية: Fernando Julien Freire)‏ (18 مايو 1986 بمدينة مكسيكو في المكسيك - ) هو لاعب كرة قدم مكسيكي في مركز الهجوم. لعب مع نادي تشياباس.

## وصلات خارجية
- فرناندو جوليان فريري على موقع قاعدة بيانات كرة القدم.إي يو (الإنجليزية)